# Paramicromerys quinteri
Paramicromerys quinteri är en spindelart som beskrevs av Huber 2003. Paramicromerys quinteri ingår i släktet Paramicromerys och familjen dallerspindlar.
Artens utbredningsområde är Madagaskar. Inga underarter finns listade i Catalogue of Life.